# Jan David Zocher
Jan David Zocher jr. (Haarlem, 12 februari 1791 – aldaar, 8 juli 1870) was een Nederlands architect, stedenbouwkundige en landschapsarchitect. Hij introduceerde, tegelijk met Lucas Pieters Roodbaard in Noord-Nederland, de landschapstuin in Nederland en ontwierp verschillende neoclassicistische gebouwen. Zijn vader Johan David Zocher Sr. (1764-1817), broer Karel Georg Zocher (1796-1863) en zoon Louis Paul Zocher (1820-1915) waren ook tuinarchitect.

## Opleiding
Zocher kreeg zijn eerste opleiding als architect-tuinarchitect van zijn vader. In 1809 werd hij door koning Lodewijk Napoleon benoemd tot kwekeling in de bouwkunde (pensionaire), een benoeming waaraan een verblijf in het buitenland verbonden was: twee jaar Parijs en twee jaar Italië. Later, tijdens een reis door Engeland, maakte vooral het werk van de tuinarchitect Humpry Repton grote indruk op hem. Na zijn terugkeer naar Nederland volgde hij zijn vader op als landschapsarchitect van koning Willem I.

## Ontwerpen

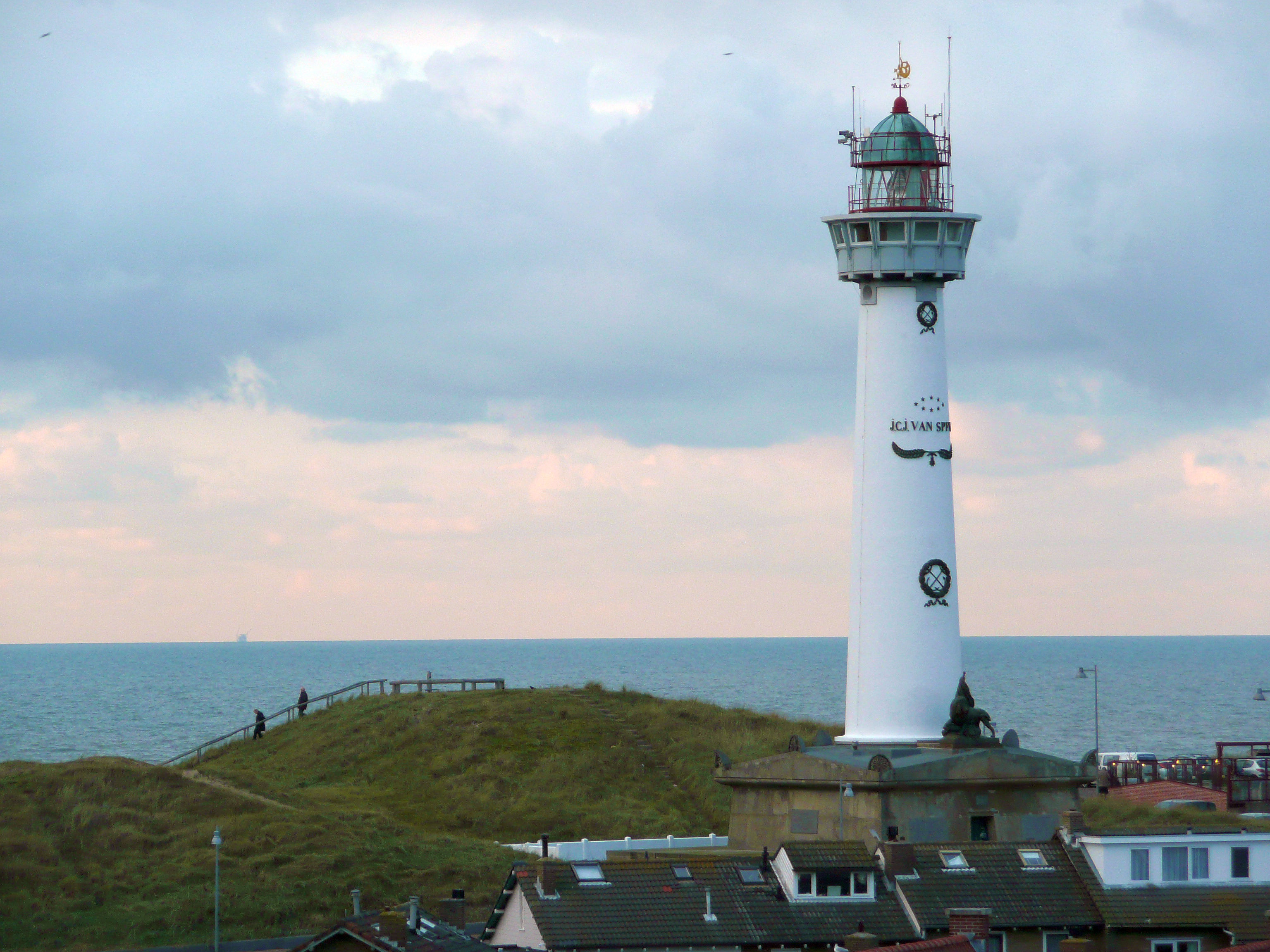
Vuurtoren J.C.J. van Speijk, Egmond aan Zee

In 1818 werd in Leersum volgens zijn ontwerp de Tombe van Nellesteijn voor Cornelis Jan van Nellesteijn (1759-1832) gebouwd, een combinatie van tuinsieraad en mausoleum. In 1821 maakte J.D. Zocher jr. een van de eerste ontwerpen voor de verandering van de vele Nederlandse stadswallen. Zo ontwierp hij een ontwerp voor het Haarlemse stadspark De Bolwerken dat een wandelgebied werd. In 1808-1819 had hij al samen met zijn vader een ontwerp gemaakt voor de Haarlemmerhout dat niet werd uitgevoerd. In 1827 maakte hij een nieuw ontwerp, dat wel werd uitgevoerd. In 1833 ontwierp hij de Vuurtoren J.C.J. van Speijk in Egmond aan Zee.

### Beurs van Zocher

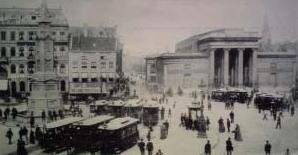
Beurs van Zocher, Amsterdam (1845)

Zijn beroemdste gebouw was de Beurs van Zocher in Amsterdam. Dit beursgebouw op de hoek van de Dam en het Damrak, dat veel weg had van een Griekse tempel, werd in 1845 voltooid en op 10 september van dat jaar door koning Willem II geopend. In dat jaar werd Zocher tevens benoemd tot Ridder in de Orde van de Nederlandse Leeuw. In 1903 werd dit beursgebouw echter afgebroken, omdat het te klein was geworden. Het werd vervangen door de Beurs van Berlage. Op de plaats van de afgebroken beurs staat nu het warenhuis De Bijenkorf.

### Parken

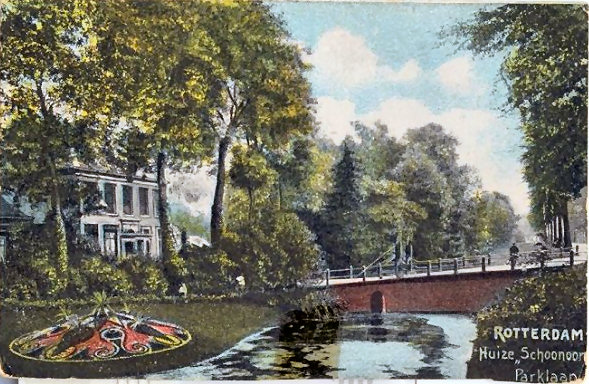
Park Schoonoord, Rotterdam (1860)

In 1826 werd in Schiedam een herindeling van het stadspark De Plantage uitgevoerd, naar een ontwerp van Zocher. In 1827 verzocht de Utrechtse burgemeester Van Asch van Wijck Zocher een ontwerp te maken voor het Singelplantsoen, de parkaanleg langs de Stadsbuitengracht in Utrecht. Het Utrechtse stadsbestuur aanvaardde zijn ontwerp in 1829. De uitvoering, vanaf 1850 samen met zijn zoon Louis Paul Zocher, duurde tot 1870. Later werd het plantsoen omgedoopt tot Zocherpark.
In 1830 werkte Zocher aan de achtertuin van Slot Zeist. In 1834 ontwierp hij het park bij Huis te Linschoten. In diezelfde periode ontwierp hij ook de overtuin bij de buitenplaats Vechtstroom. In 1840 ontwierp hij op de oude stadswallen van Amersfoort het huidige Zocher-plantsoen, dat in 2006-07 werd teruggebracht in oude luister. In de eerste helft van de 19e eeuw ontwierp hij het park van de Maarssense buitenplaats Doornburgh. In 1841 werd naar zijn ontwerp de tuin van Slot Zuylen te Oud-Zuilen gewijzigd.
Vóór mei 1852 ontwierp hij het Park in Rotterdam. In 1860 ontwierp hij het parkje Schoonoord in Rotterdam. In 1864 ontwierp hij samen met zijn zoon het Amsterdamse Vondelpark. In 1890 werd zijn plan voor het Westbroekpark in Den Haag goedgekeurd, maar slechts ten dele uitgevoerd, namelijk tussen de Witte Brug en de Van Lennepweg. In 1890 ontwierp hij ook samen met zijn zoon het Frederikspark in Haarlem.

### Begraafplaatsen
In 1828 ontwierp hij de Begraafplaats Kleverlaan in Haarlem, Begraafplaats Soestbergen in Utrecht, en de begraafplaats te Heemstede. In 1829 kwam naar zijn ontwerp de Algemene begraafplaats in Zutphen tot stand. In de periode 1869-1931 werden park en padenstelsel van begraafplaats Zorgvlied in Amstelveen aangelegd. In 2008 werden deze ingeschreven als monument.

## Zocher en Comp.
Jan David Zocher was vennoot van Zocher en Comp., een bedrijf met grote kwekerijen ten noorden van de Kloppersingel in Haarlem, genaamd 'Rozenhagen'; een boom- en vaste plantenkwekerij waar de familie ook woonde en de jonge Jan David opgroeide. In 1837 fuseerde het bedrijf met het bedrijf van Voorhelm Schneevoogt en werden er ook bollen en knolgewassen geteeld.
In 1845 werden Jan David en zijn zoon Louis P. vennoot in de firma J.D. en L.P. Zocher, die zich uitsluitend bezighield met het ontwerpen en aanleggen van tuinen. In 1869 werd de Fa. J.D. Zocher opgericht, een afsplitsing van J.D. Zocher & Voorhelm Schneevoogt. Deze boomkwekerij was eveneens op 'Rozenhagen' gevestigd.

## Familie
Jan David Zocher was de (stief)grootvader van schrijfster Geertruida Carelsen.

## Vernoemingen
Het singelplantsoen in Utrecht draagt de naam Zocherpark. In Amersfoort is een Zocherplantsoen en een Zocherpad. In Oegstgeest heet in de wijk Haaswijk een buurtpark Jan David Zocherpark. In Alkmaar, Amsterdam, Haarlem, Rotterdam en Wijk bij Duurstede is een Zocherstraat. In IJsselstein en Breda is een Jan David Zocherstraat. In Delft is een Zocherweg.